# Ryki Królewskie
Ryki Królewskie – część miasta Ryki w województwie lubelskim, w powiecie ryckim, dawniej samodzielna miejscowość. Leży na północ od centrum miasta, w okolicy ulic Królewskiej, Dolnej i Wiejskiej. Znajduje się tu przystanek kolejowy Ryki.

## Historia
Dawniej samodzielna miejscowość. Od 1867 w gminie Ryki w powiecie garwolińskim. W okresie międzywojennym miejscowość należała do powiatu garwolińskiego w woj. lubelskim. W 1921 roku liczba mieszkańców wynosiła 725. 1 września 1933 utworzono gromadę Ryki w granicach gminy Ryki, w skład której weszły miejscowości: Bogusze folw., Jagusicha-Ryki Królewskie kol., Jagusicha-Chrustne kol., Jarmółówka vel Nowe Ryki kol., Ryki osada, Ryki Królewskie wieś, Ryki Poproboszczowskie wieś, Ryki Poduchowne kol., Ryki A. kol., Ryki Poduchowne-Jankowskie kol., Ryki folw., Ryki st. kol. i Ryki B.-Jarmoła folw.. 1 kwietnia 1939 Ryki Królewskie wraz z całym powiatem garwolińskim przyłączono do woj. warszawskiego. Podczas II wojny światowej włączone do Generalnego Gubernatorstwa (dystrykt lubelski, powiat puławski).
Po wojnie miejscowość powróciła do powiatu garwolińskiego w woj. warszawskim. 1 września 1946 utworzono odrębną gromadę Ryki Królewskie obejmującą wieś Ryki Królewskie  oraz stację kolejową Ryki. W 1952 roku Ryki Królewskie stanowiły jedną z 24 gromad gminy Ryki. W związku z reorganizacją administracji wiejskiej jesienią 1954, miejscowość weszła w skład nowej gromady Ryki. 
1 stycznia 1957 gromadę Ryki zniesiono w związku z przekształceniem jej obszaru w miasto Ryki, przez co Ryki Królewskie stały się integralną częścią Ryk.